# Henk Blezer
H.W.A. (Henk) Blezer (Schaesberg, 14 juli 1961) is een Nederlands tibetoloog, boeddholoog en indoloog.

## Studie
Na aanvankelijke studies in de biologie en biochemie, en ook in de theologie, studeerde Blezer vanaf 1987 indologie aan de Universiteit Leiden. In 1992 sloot hij cum laude zijn doctoraal af, met vakken in Tibetaanse, Boeddhistische en Vedische Studies.
Hij deed vanaf 1993 promotieonderzoek bij het CNWS (Centrum voor Niet-Westerse Studies, later: Onderzoeksschool voor Aziatische, Afrikaanse en Amerindische Studies) en verdedigde zijn proefschrift op 16 april 1997. Zijn dissertatie gaat over post-mortemvisioenen van vredige en toornige godheden, naar een esoterische Tibetaanse overlevering die aan de 14e-eeuwse visionaire heilige Karma Lingpa toegeschreven wordt.

## Loopbaan
Blezer werkt sedert 1997 als gepromoveerd wetenschappelijk onderzoeker bij de Universiteit Leiden. Zijn onderzoekswerk ligt op het gebied van de Tibetaanse en ook wel Indiase ideeëngeschiedenis, met name van boeddhisme, Tibetaans boeddhisme en bön. Hij voerde op dit gebied drie verschillende postdoc-onderzoeksprojecten uit.
In 2000 organiseerde Blezer het negende seminar van de IATS (International Association for Tibetan Studies), bij het IIAS (International Institute for Asian Studies) in Leiden, met ongeveer 300 deelnemers en 215 uiteenlopende voordrachten. In 2002 publiceerde hij bij Brill Academic Publishers de proceedings daarvan, in tien delen.
Van 2005 tot 2010 leidde Blezer een Vidi-onderzoeksprogramma, genaamd: The Three Pillars of Bön: Doctrine, 'Location' and Founder, gefinancierd door de Nederlandse Organisatie voor Wetenschappelijk Onderzoek (NWO) en de Universiteit Leiden. De korte publiekssamenvatting van het programma luidt:
Religieuze tradities hebben de neiging om zichzelf in hun verhalen naar het centrum van het hen bekende universum toe te vertellen. Bönpo's, de aanhangers van een Tibetaanse minderheidsreligie, vormen daarop geen uitzondering. Uitzonderlijk bij de bönpo's is echter het grote tijdsverschil en het intens stille historische vacuüm tussen de verhaalde oorsprongen (tot achttien millennia geleden) en de oorsprong van de verhalen (begin tweede millennium AD). Bön biedt aldus een unieke gelegenheid om de complexe vormingsprocessen van een religieus-historische identiteit uit zeer schaarse traditionele overleveringen te volgen.
Blezer werkt rond 2010 aan twee monografieën en twee conferentiebundels over het ontstaan van de bönpo minderheidsreligie in Tibet. Daarnaast werkt hij met een internationale groep gerenommeerde wetenschappers, in breed cultuurvergelijkend verband, aan twee bundels met studies over het ontstaan van nieuwe religies in subdominante contexten, in verschillende regio's, in het verre en nabije oosten. Eén bundel schenkt speciale aandacht aan nativistische religieuze tegenbewegingen in boeddhistische samenlevingen.
Blezer is mede-initiatiefnemer en redacteur van het gerenommeerde publicatiefonds Brill's Tibetan Studies Library.

## Affiliatie
Van 1993 tot 1997 was Blezer verbonden aan het CNWS (Centrum voor Niet-Westerse Studies, later: Onderzoeksschool voor Aziatische, Afrikaanse, en Amerindische Studies) bij de Leidse Universiteit; van 1997 tot 2001 aan het IIAS (International institute for Asian Studies) in Leiden; en van 2002 tot 2008 weer aan het CNWS. Sinds 2008 werkt hij voor het LIAS (het Leiden University Institute for Area Studies) en sedert 2010 als docent Boeddhistische Studies.

### Boeken
- (en) Blezer, Henk (1997) Kar gling Zhi khro: A Tantric Buddhist Concept, Research School CNWS, School of Asian, African, and Amerindian Studies, Vol.56, ISBN 90-73782-85-6
- (en) Blezer, Henk (2002) Tibetan Studies: Proceedings of the International Association for Tibetan Studies (PIATS), redacteur van drie delen algemene proceedings, Tibetan Studies I, II & III, en algemeen redacteur van zeven delen panel proceedings van de IATS:
  1. (en) Tibet, Past and Present, Proceedings of the Ninth Seminar of the IATS, 2000, Volume 1, door H. Blezer, met medewerking van A. Zadoks, Brill Academic Publishers, Leiden, ISBN 978-90-04-12775-3
  2. (en) Religion and Secular Culture in Tibet, Proceedings of the Ninth Seminar of the IATS, 2000, Volume 2, door H. Blezer, met medewerking van A. Zadoks, Brill Academic Publishers, Leiden, ISBN 978-90-04-15482-7
  3. (en) Impressions of Bhutan and Tibetan Art, Proceedings of the Ninth Seminar of the IATS, 2000, Volume 3, door J. Ardussi en H. Blezer, met medewerking van A. Zadoks, Brill Academic Publishers, Leiden, ISBN 978-90-04-12545-2
  4. (en) Khams pa Histories: Visions of People, Place and Authority, Proceedings of the Ninth Seminar of the IATS, 2000, Volume 4, door L. Epstein, Brill Academic Publishers, Leiden, ISBN 978-90 04-12423-3
  5. (en) Amdo Tibetans in Transition, Proceedings of the Ninth Seminar of the IATS, 2000, Volume 5, door T. Huber, Brill Academic Publishers, Leiden, ISBN 978-90-04-12596-4
  6. (en) Medieval Tibeto-Burman Languages, Proceedings of the Ninth Seminar of the IATS, 2000, Volume 6, door C.I. Beckwith, Brill Academic Publishers, Leiden, ISBN 978-90-04-12424-0
  7. (en) Buddhist Art and Tibetan Patronage Ninth to Fourteenth Centuries, Proceedings of the Ninth Seminar of the IATS, 2000, Volume 7, door D. Klimburg-Salter and E. Allinger, Brill Academic Publishers, Leiden, ISBN 978-90-04-12600-8
  8. (en) Tibet, Self, and the Tibetan Diaspora, Proceedings of the Ninth Seminar of the IATS, 2000, Volume 8, door P.C. KLieger, Brill Academic Publishers, Leiden, ISBN 978-90-04-12555-1
  9. (en) Territory and Identity in Tibet and the Himalayas, Proceedings of the Ninth Seminar of the IATS, 2000, Volume 9, door K. Buffetrille and H. Diemberger, Brill Academic Publishers, Leiden, ISBN 978-90-04-12597-1
  10. (en) The Many Canons of Tibetan Buddhism, Proceedings of the Ninth Seminar of the IATS, 2000, Volume 10, door H. Eimer and D. Germano, Brill Academic Publishers, Leiden, ISBN 978-90-04-12595-7

### Wetenschappelijke artikelen (selectie)
- (en) Blezer, Henk (2003) "Karma Gling pa: Treasure Finder (gTer sTon), Creative Editor (gTer sTon?)", in East and West, vol.52, nos.1–4 (December 2002), pp. 311–45, IsIAO: Roma, ISSN 0012-8376
- (en) Blezer, Henk (2007) "Heaven my Blanket, Earth my Pillow: Wherever Rin po che Lays his Head down to Rest is the Original Place of Bon", in Acta Orientalia, Vol.68 (2007), pp. 75–112, Hermes: Oslo, ISSN 0001-6446
- (en) Blezer, Henk (2008) "sTon pa gShen rab: Six Marriages and Many More Funerals", in Revue d'Etudes Tibétaines (RET), Vol.15 (November 2008), pp. 421–79, Parijs.
- (en) Blezer, Henk (2009) "The Silver Castle Revisited: A Few Notes", in Acta Orientalia, Vol.70 (2009), pp. 217–23 (aanvulling op Blezer 2007), Novus: Oslo, ISSN 0001-6438

### Populair wetenschappelijke publicaties (selectie)
- (nl) Blezer, Henk (2008) "Tibet Hoofdstuk" in Vijfentwintig Eeuwen Oosterse Filosofie, onder redactie van J. Bor en K. v.d. Leeuw, 80pp., Boom: Amsterdam, ISBN 90-5352-822-9
- (en) Blezer, Henk (2008) "Imagining the Beyond, Beyond Imagination", in: Bon, The Magic Word: The Indigenous Religion of Tibet, onder redactie van Samten G. Karmay en J. Watt, pp. 180–207, RMA: New York, ISBN 978-0856676499
- (nl) Blezer, Henk (4 maart 2010) Polderboeddhisme bruist van leven, Trouw Podium

### Radio uitzendingen (selectie)
- (nl) Boeddhistische Omroep Stichting (BOS), radio-uitzending (26 augustus 2007) De Middenweg - Henk Blezer over de Dobdob, door Fred Gales
- (nl) Boeddhistische Omroep Stichting (BOS), radio-uitzending (13 juni 2010) De Middenweg - Henk Blezer over Chöd, door Fred Gales